# Davi Kopenawa Yanomami
Davi Kopenawa Yanomami OMC, ORB (Alto Rio Toototobi, Amazonas, 18 de fevereiro de 1956) é um escritor, ator, xamã e importante líder político yanomami. Atualmente, é presidente da Hutukara Associação Yanomami, uma entidade indígena de ajuda mútua e etnodesenvolvimento.

## Biografia
Ainda criança, viu a população de sua terra natal ser dizimada por duas epidemias, trazidas por agentes do antigo Serviço de Proteção aos Índios e depois por missionários da organização norte-americana New Tribes Mission. Rebelou-se contra os missionários no final da década de 1960, após ter perdido a maior parte dos seus parentes pela varíola transmitida pela filha de um dos pastores. Órfão, deixou sua aldeia e foi trabalhar num posto da Fundação Nacional do Índio às margens do rio Demini, onde começou a aprender o português, mas contraiu tuberculose e foi hospitalizado.
Após a abertura da Perimetral Norte em 1976, foi contratado pela Funai como intérprete. Mudou-se para a aldeia Watoriki, casando com a filha do pajé, que o iniciou nas artes xamânicas e se tornou seu conselheiro. Na década de 1980, participou das reuniões da União das Nações Indígenas e aproximou-se da ONG Comissão pela Criação do Parque Yanomami, onde viria a desempenhar um papel de primeiro plano, conhecendo o antropólogo francês Bruce Albert e a fotógrafa suíça Claudia Andujar, com quem participaria de muitas campanhas. A partir de 1989 passou a viajar pelo exterior para conseguir divulgação e apoiadores para a causa. Foi um dos principais responsáveis pela efetiva demarcação do território yanomami em 1992. A demarcação expulsou 40 mil garimpeiros que operavam na região. Por conta do seu ativismo, desde 2014 recebe ameaças de morte.
Em 2004, fundou a Associação Hutukara, que representa a maioria dos yanomami no Brasil. Em 2010, viu sua obra La chute du ciel, escrita em parceria com Bruce Albert ser lançada na França. O livro foi traduzido para o inglês e publicado em 2013 pela Universidade de Harvard, e publicado no Brasil em 2015 pela Companhia das Letras, traduzido por Beatriz Perrone-Moisés com prefácio de Eduardo Viveiros de Castro. O livro é um manifesto e testemunho autobiográfico de Davi para denunciar a destruição de seu povo e da floresta. Foi escrito a partir de suas palavras contadas a Bruce Albert, seu amigo há mais de três décadas.
Em janeiro de 2020, Davi Kopenawa contou sua luta e fez uma retrospectiva de sua vida para a fotógrafa Claudia Andujar, a fim de ser exposta na Fundação Cartier para Arte Contemporânea em Paris.
Segundo a Academia Brasileira de Ciências, Kopenawa é "a principal liderança do povo Yanomami, é amplamente conhecido por sua defesa dos direitos dos povos indígenas e pela conservação da floresta amazônica, tendo uma importante atuação nos debates acerca do reconhecimento dos saberes indígenas para refletir e atuar sobre a crise ambiental e humana enfrentada pelo mundo contemporâneo. [...] Os impactos de sua atuação na área dos direitos humanos e das políticas públicas direcionadas aos povos indígenas e na discussão ambiental são altamente expressivos, em âmbito nacional e internacional".
Em 2024, o povo Yanomami foi homenageado pelo Acadêmicos do Salgueiro com o enredo "Hutukara". Davi desfilou numa das alegorias da escola e afirmou "[O desfile] foi muito bom, muito bom, muito forte, com saúde e alegria. É histórico que nós levamos até no Rio de Janeiro. Isso é histórico e vai ficar em nossas futuras gerações Yanomami e nas futuras gerações do povo da cidade".

## A Queda do Céu

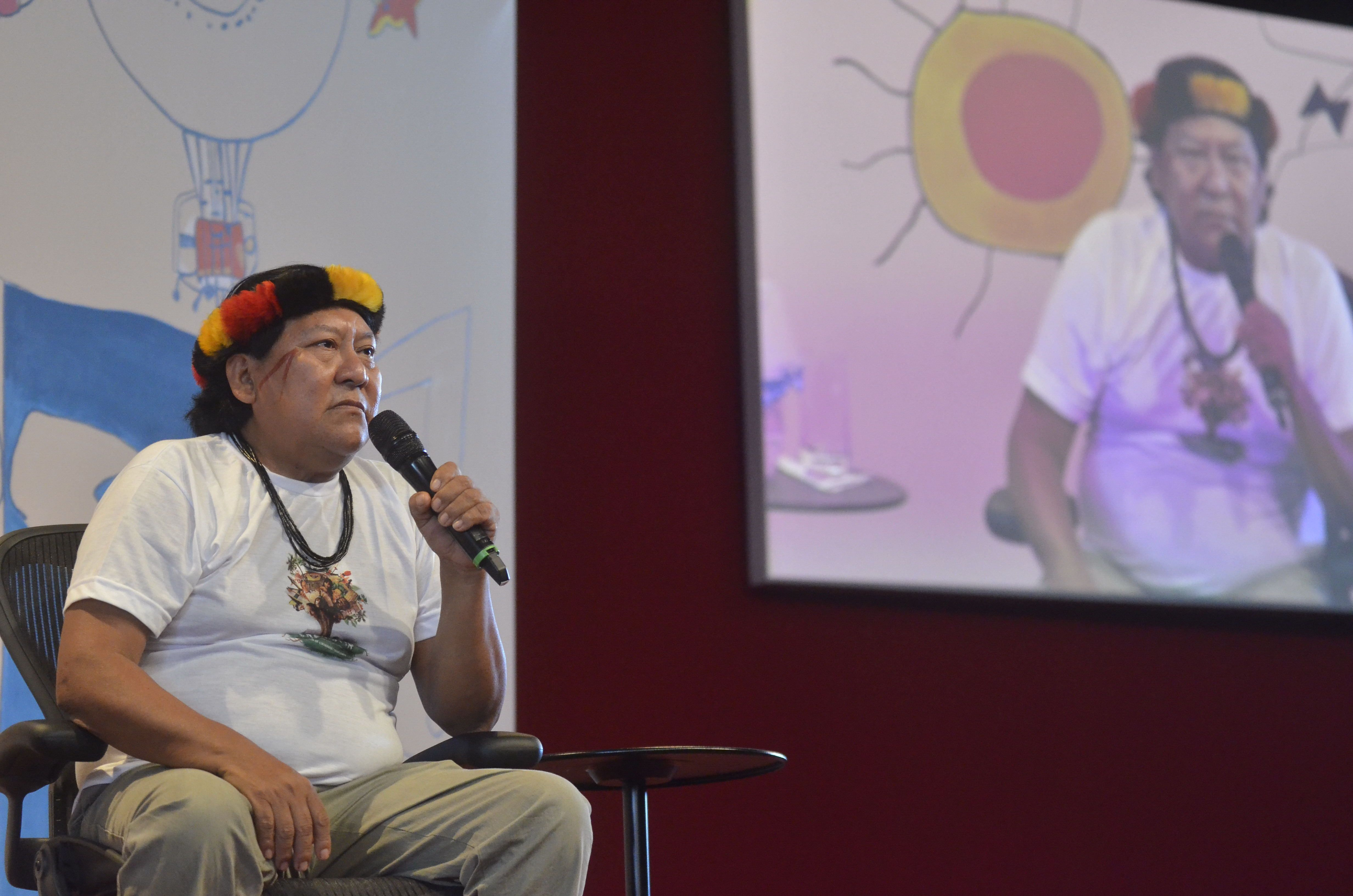
Davi Kopenawa participa da mesa da Festa Literária Internacional de Parati de 2014

A obra se estrutura em três partes principais: I. Devir outro; II. A fumaça do metal e III. A queda do céu. A primeira parte apresenta, dentre outras coisas, um conjunto de princípios cosmológicos próprios da cultura Yanomami. A segunda, por sua vez, expõe diferentes processos destrutivos e de forte impacto ambiental. A terceira parte, por fim, refere-se a predição xamânica do cataclismo ambiental. A edição brasileira produzida pela Companhia das Letras tem, aproximadamente, 800 páginas e traz, para além do texto original, diferentes anexos, glossários, mapas e notas explicativas. Segundo o antropólogo José Antonio Kelly Luciani, a importância da obra e suas contribuições se dão por diferentes aspectos:
"O mais estrito, para etnografia dos povos Yanomami: a amplitude dos temas tratados e o detalhe descritivo fazem deste livro uma espécie de enciclopédia Yanomami. Para os etnólogos (...) é também uma etnografia de referência no que toca ao xamanismo, por exemplo, mas também para tudo o que tem a ver com as relações dos indígenas com o Estado, o capital, os brancos. Há outros temas muito bem tratados, como a política indígena e a política étnica... Além disso, o livro é acessível a uma audiência que não precisa ser acadêmica nem particularmente conhecedora dos povos indígenas para aprender muito sobre indígenas, a vida nas fronteiras internas dos estados nacionais, o desenvolvimento para aqueles nas suas margens".
O livro foi a base para o filme A Última Floresta, dirigido por Luiz Bolognesi e roteirizado por Kopenawa e Bolognesi. O filme foi bem recebido pela crítica e obteve o prêmio de Melhor Filme do Seoul Eco Film Festival, e o prêmio do público como Melhor Filme da Mostra Panorama do Festival de Cinema de Berlim.

## Distinções

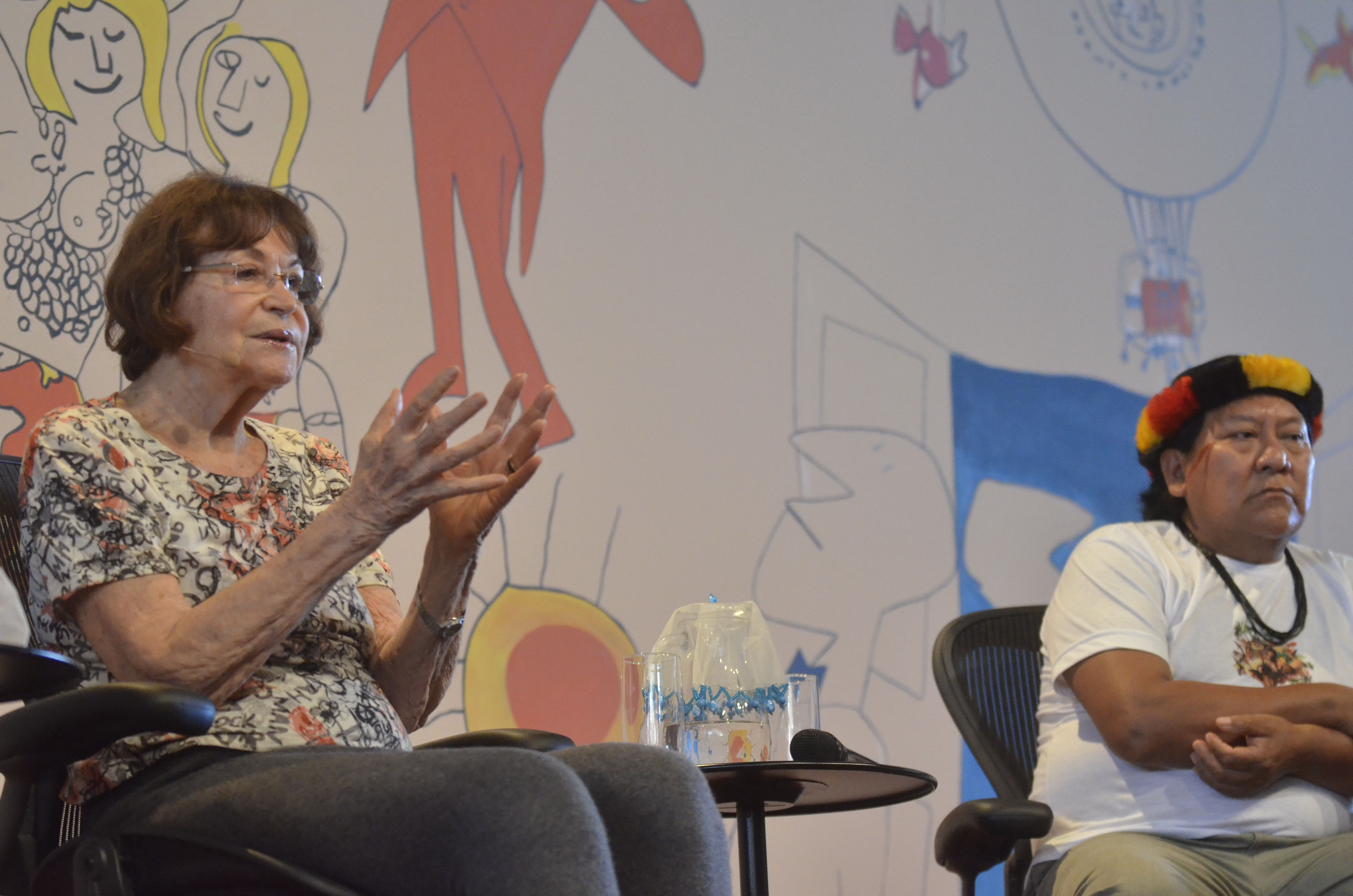
A fotógrafa suíça Claudia Andujar e o xamã indígena Davi Kopenawa, pajé e presidente da Hutukara Associação Yanomami, participam de mesa que a Flip dedicada aos índios e à Amazônia (Fernando Frazão/Agência Brasil).

Desde 2021, é membro colaborador da Academia Brasileira de Ciências. Foi agraciado com títulos de Doutor Honoris Causa pela Universidade Federal de Roraima em setembro de 2022, pela Universidade Federal de São Paulo em março de 2023, sendo o primeiro a receber este título da Unifesp e, em 2025, pela Universidade Estadual de Goiás (UEG), quando se autointitulou “doutor da Amazônia”. Também recebeu o prêmio ambiental Global 500 Roll of Honour da Organização das Nações Unidas, a Ordem de Rio Branco e a Ordem do Mérito Cultural do Brasil, o Prêmio Right Livelihood do Parlamento Sueco, a Menção Honrosa do Prêmio Bartolomé de las Casas da Espanha, e a Ordre National de la Légion d'Honneur, a mais alta comenda do governo da França. Foi convidado a palestrar no Parlamento do Reino Unido e a assinar o livro de honra da Universidade de Harvard.